# Prodigiozyna
Prodigiozyna – heterocykliczny, organiczny związek chemiczny, zawierający w swojej strukturze trzy pierścienie pirolowe. Jest czerwonym barwnikiem występującym m.in. w bakteriach z gatunku Serratia marcescens.